# Cyclocranium swiestrae
Cyclocranium swiestrae là một loài bọ cánh cứng trong họ Cerambycidae.